# Dieter Mann

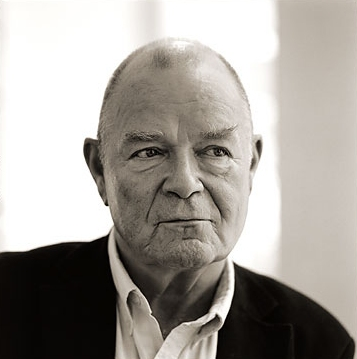
Dieter Mann (2007)

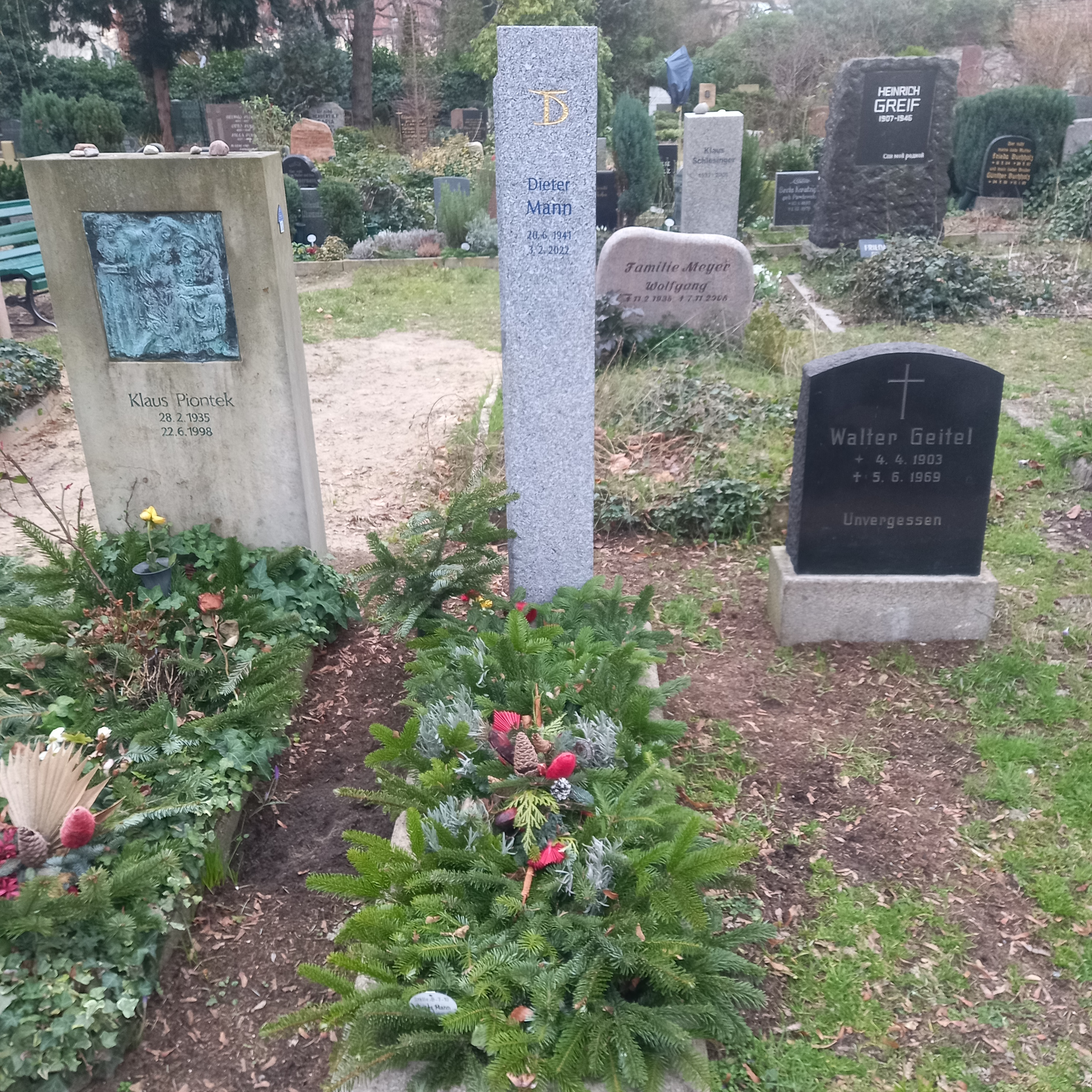
Das Grab von Dieter Mann auf dem Französischen Friedhof in Berlin

Dieter Mann (* 20. Juni 1941 in Berlin; † 3. Februar 2022 ebenda) war ein deutscher Intendant, Regisseur, Schauspieler, Hörspielsprecher und Hochschullehrer. Seinen schauspielerischen  Durchbruch hatte er in den 1970er-Jahren in Ulrich Plenzdorfs Die neuen Leiden des jungen W. als junger Rebell Edgar Wibeau, den er über 300-mal auf der Bühne spielte. In seiner Karriere spielte er in etlichen Theaterinszenierungen und in über 140 Film- und Fernsehproduktionen. Zwischen 1984 und 1991 war er Intendant des Deutschen Theaters Berlin. Zudem war er Mitglied der Akademie der Künste der DDR und seit 1993 der Akademie der Künste Berlin angeschlossen.

## Leben

### Herkunft und Ausbildung
Dieter Mann wurde als Sohn eines Arbeiters in Berlin-Tiergarten geboren und besuchte die Grundschule in Berlin-Pankow. Er absolvierte nach seinem Schulabschluss eine Lehre als Dreher im VEB Kühlautomat Berlin. Von 1955 bis 1957 war er als Facharbeiter im VEB Schleifmaschinenwerk Berlin tätig. Nach dem Abitur an der Arbeiter-und-Bauern-Fakultät Friedrich Engels in Berlin begann er 1962 ein Studium an der Staatlichen Schauspielschule in Berlin.

### Privates

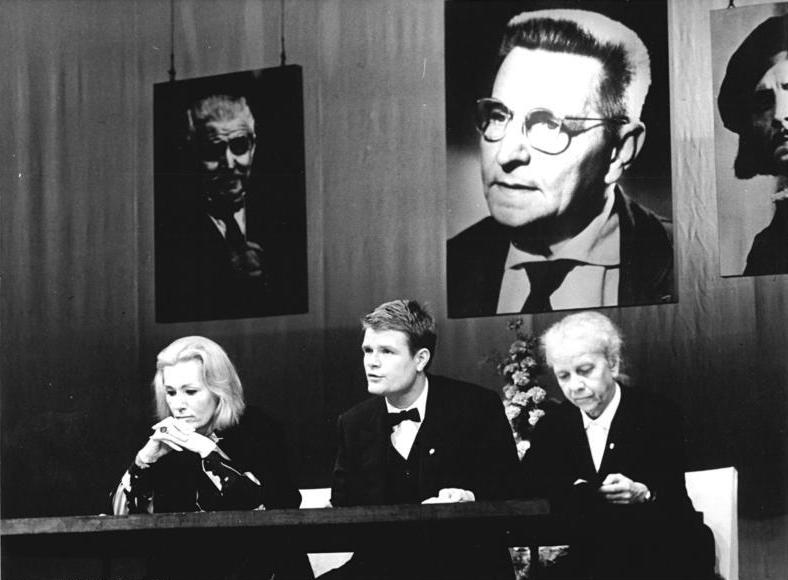
Dieter Mann (Mitte) mit Inge Keller (l.) und Mathilde Danegger (r.), 1966

Dieter Mann hatte einen älteren Bruder, der als Auslandskorrespondent tätig war. Er lebte mit seiner Ehefrau bei Königs Wusterhausen am Krüpelsee. Seine im Juni 1980 geborene Tochter Pauline Knof ergriff wie ihre Mutter Barbara Schnitzler und ihr Vater ebenfalls den Schauspielberuf. Im Mai 2016 gab er bei einer Lesung am Deutschen Theater Berlin bekannt, dass er an Parkinson erkrankt sei. Dieter Mann starb im Februar 2022 im Alter von 80 Jahren. Er wurde in Berlin-Mitte auf dem I. Französischen Friedhof an der Chausseestraße beigesetzt.

## Karriere

### Theater
Noch während des Studiums wurde Mann 1964 von seinem Lehrer Friedo Solter an das Deutsche Theater (DT) verpflichtet und hatte seinen ersten großen Erfolg als Wolodja in Unterwegs von Wiktor Rosow.
Dieter Mann war von 1964 bis 2006 festes Mitglied im Ensemble des Deutschen Theaters in Berlin, wo er eine Vielzahl von Rollen in zeitgenössischen und klassischen Theaterinszenierungen verkörperte, u. a. den Tempelherrn in Gotthold Ephraim Lessings Nathan der Weise, den Clavigo in Goethes Trauerspiel, mehr als 300-mal den jungen Rebellen Edgar Wibeau in Die neuen Leiden des jungen W., den Truffaldino in Goldonis Diener zweier Herren, den Demetrius im Sommernachtstraum, den Wehrhahn in Hauptmanns Biberpelz, den Kreon in der Antigone von Sophokles und den Odysseus in Ithaka von Botho Strauß.
Nach seinem Ausscheiden aus dem festen Engagement trat Mann beim Deutschen Theater weiterhin als Gast und zudem in diversen Rollen am Berliner Ensemble und am Staatsschauspiel Dresden auf. Engagements als Gastschauspieler führten ihn an das Deutsche Schauspielhaus Hamburg, das Schauspiel Frankfurt, die Wiener Festwochen, die Sächsische Staatsoper Dresden sowie an das Staatsschauspiel Dresden, die Bregenzer Festspiele, das Düsseldorfer Schauspielhaus, das Wiener Burgtheater und das Theater Basel. Mann hielt auch diverse Lesungen und trat mit literarischen Soloabenden auf.

### Film und Fernsehen
1965 gab Mann sein Filmdebüt in Gerhard Kleins Berlin um die Ecke in der Rolle des jungen Metallbetriebsarbeiters Olaf, der gemeinsam mit seinem Freund Horst gegen das schlechte Arbeitsklima angeht. Die Dreharbeiten wurden seinerzeit von der SED unterbrochen, da der Film  zu kritisch erschien. Die Uraufführung fand erst 1987 statt.
Bereits ab Januar 1965 gestaltete Dieter Mann – oft mit Gitarre und eigenem Gesang – als Präsentator die Anfänge des Jugendfernsehens im Deutschen Fernsehfunk. Basar hieß dieses unterhaltende Studiomagazin; es bot Musik, Interpreten und Themen für 12- bis 16-Jährige an und wurde bis 1972 ausgestrahlt.
Ende der 1960er und Anfang der 1970er Jahre trat er vornehmlich in Nebenrollen auf. 1968 besetzte ihn Konrad Wolf in der Rolle des Willi Lommer in seinem Spielfilm Ich war neunzehn. Unter Rainer Simon spielte er in dem DEFA-Märchenfilm Wie heiratet man einen König? den Bauern. In Frank Beyers Vierteiler Die sieben Affären der Doña Juanita übernahm er die Rolle des Lewerenz. In der Thomas-Mann-Verfilmung Lotte in Weimar spielte er 1975 den Diener Karl. 1976 agierte er in dem Fernseh-Zweiteiler Auf der Suche nach Gatt, der auf einem Roman von Erik Neutsch basiert, als Bergarbeiter Eberhard Gatt, der eine Karriere als Redakteur und Journalist anstrebt und während eines Abendkurses seine zukünftige Frau kennenlernt, in der Titelrolle. 1978 war er in einer Hauptrolle in Bruno Kappels Adaption des Franz-Josef-Degenhardt-Stoffes Brandstellen unter der Regie Horst E. Brandts zu sehen. Eine weitere Hauptrolle hatte Mann 1980 als der in der Midlife-Crisis befindliche vierzigjährige Bibliothekar Karl Erp in Herrmann Zschoches Glück im Hinterhaus, der frei auf dem Roman Buridans Esel von Günter de Bruyn beruht. 1981, als er am 2. Mai die Samstagabendshow Ein Kessel Buntes moderierte, war er Fernsehliebling der Zeitschrift FF dabei. Damit honorierte das Publikum auch Manns komödiantische Darstellung der Hauptrolle in dem Fernsehschwank So ein Mann, den Hans-Joachim Preil für ihn geschrieben hatte. 1986 trat er in allen sieben Episoden von Christa Mühls Weihnachtsgeschichten in unterschiedlichen Verkleidungen und Rollen auf.

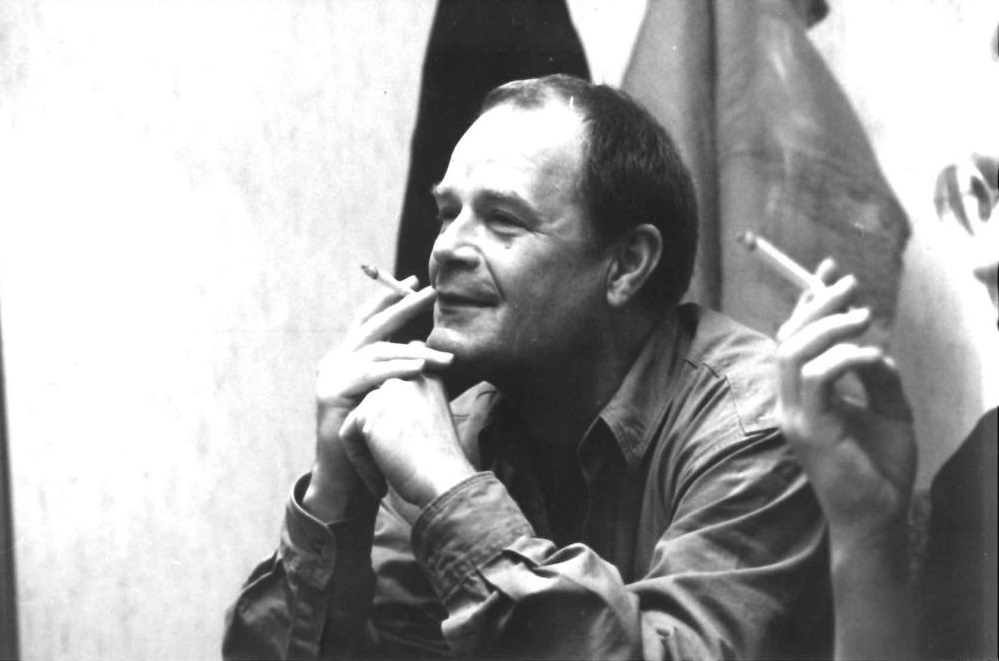
Dieter Mann im Hörspielstudio, 1990

Nach der Wende war Mann in einigen Produktionen auf der Kinoleinwand und im Fernsehen zu sehen. Er übernahm wiederholt Gastauftritte, u. a. in Serien wie A.S. – Gefahr ist sein Geschäft, Peter Strohm, Tresko, Ein starkes Team, Stubbe – Von Fall zu Fall, In aller Freundschaft, Rosa Roth, Bella Block und mehrfach im Tatort. Von 1998 bis 2007 war er neben Ulrich Mühe als Prof. Dr. Siegmar Bondzio in der Serie Der letzte Zeuge zu sehen.
In Frieder Wittichs Filmkomödie 13 Semester übernahm er die Rolle des Professors Schäfer der TU Darmstadt. Seine letzte Leinwandrolle spielte er 2011 an der Seite von Renate Krößner in Vergiss dein Ende als der an Demenz leidende Günter. Seine letzte Rolle vor der Kamera hatte er 2014 an der Seite von Michael Gwisdek, Anna Loos, Ursula Karusseit, Jutta Wachowiak und Marie Gruber in Udo Wittes Fernsehkomödie Die letzten Millionen.
2020 erhielt Mann den Ehrenpreis des Deutschen Schauspielpreises 2020 für sein Lebenswerk.

### Hörspielarbeiten
Dieter Mann betätigte sich auch als Hörspielsprecher. Ab 1968 wirkte er kontinuierlich in zahlreichen Hörspielproduktionen für den Rundfunk der DDR mit. 2001 las er gemeinsam mit seinen Schauspielkollegen Otto Sander, Ulrich Mühe, Dagmar Manzel und Katharina Thalbach im Rahmen von Die Lieblingsgedichte der Deutschen. 100 Gedichte mehrere Gedichte ein, u. a. Stufen von Hermann Hesse.

## Theatrografie (Auswahl)
- 1964 – Wolodja in Unterwegs von Viktor Rosow
- 1965 – Nikolai in Krieg und Frieden von Leo Tolstoi
- 1966 – Tempelherr in Nathan der Weise von Gotthold Ephraim Lessing
- 1967 – Grkow in Feinde von Maxim Gorki
- 1969 – Jakob Filter in Die Aula von Hermann Kant
- 1969 – Heinrich in  Der Drache von Jewgenij Schwarz
- 1969 – Regie bei Die Marulas (Abschied von den Engeln) von Werner Heiduczek, Uraufführung
- 1970 – Santos in Das Verhör von Habana von Hans Magnus Enzensberger
- 1970 – Milizinspektor in Maria von Isaak Babel
- 1972 – Titelrolle in Clavigo von Johann Wolfgang von Goethe
- 1972 – Edgar Wibeau in Die neuen Leiden des jungen W. von Ulrich Plenzdorf
- 1974 – Liebetraut in Götz von Berlichingen von Johann Wolfgang von Goethe
- 1974 – Ariel in Der Sturm von William Shakespeare
- 1975 – Antonio in Torquato Tasso von Johann Wolfgang von Goethe
- 1976 – Kellner Jean in Zwei Krawatten von Georg Kaiser und Mischa Spoliansky
- 1976 – Albany in König Lear von William Shakespeare
- 1978 – Regie bei Zufälliger Tod eines Anarchisten von Dario Fo, DDR-Erstaufführung
- 1979 – Darios in Prexaspes von Peter Hacks
- 1980 – Demetrius in Ein Sommernachtstraum von William Shakespeare
- 1980 – Erzieher des Orestes in Elektra von Sophokles
- 1982 – Charron in Die Verschwörung der Heuchler von Michail Bulgakow
- 1984 – Lopachin in Der Kirschgarten von Anton P. Tschechow
- 1985 – Johannes Hörder in Winterschlacht von Johannes R. Becher
- 1986 – Oranien in Egmont von Johann Wolfgang von Goethe
- 1987 – Illo in Wallenstein von Friedrich Schiller – (Fernsehaufzeichnung) 1987
- 1987 – Derwisch in Nathan der Weise von Gotthold Ephraim Lessing
- 1988 – Journalist in Diktatur des Gewissens von Michail Schatrow
- 1988 – Administrator in Paris, Paris von Michail Bulgakow
- 1990 – Truffaldino in Der Diener zweier Herren von Carlo Goldoni
- 1995 – Kurfürst Friedrich Wilhelm in Der Prinz von Homburg von Heinrich von Kleist
- 1997 – Odysseus in Ithaka von Botho Strauß
- 1999 – Wallenstein in Wallenstein von Friedrich Schiller
- 2000 – Philipp der Zweite in Don Karlos von Friedrich Schiller
- 2001 – Kreon in Antigone von Sophokles
- 2002 – Nathan in Nathan der Weise von Gotthold Ephraim Lessing
- 2002 – Malvolio in Was ihr wollt von Shakespeare
- 2003 – Fülle des Wohllauts, Monolog aus Der Zauberberg von Thomas Mann
- 2004 – Garibaldi in Die Macht der Gewohnheit von Thomas Bernhard
- 2004 – Moebius in Die Physiker von Friedrich Dürrenmatt
- 2004 – Aschenbrenner in Eldorado von Marius von Mayenburg
- 2005 – Macheath in Die Dreigroschenoper von Bertolt Brecht, Musik: Kurt Weill
- 2006 – Edgar in Totentanz von August Strindberg
- 2006 – James Tyrone in Eines langen Tages Reise in die Nacht von Eugene O’Neill
- 2007 – Nathan der Weise in Nathan der Weise von Gotthold Ephraim Lessing
- 2007 – Hagen in Die Nibelungen – Die letzten Tage von Burgund bei den Nibelungenfestspielen
- 2007 – Octavio Piccolomini in Wallenstein von Friedrich Schiller
- 2008 – Mr. Jay in Goldberg-Variationen von George Tabori
- 2008 – Lear in König Lear von Shakespeare
- 2010 – Goldberg in Die Geburtstagsfeier von Harold Pinter
- 2010 – Müller in Der Kaufmann von Berlin von Walter Mehring
- 2012 – Graf von Moor in Die Räuber von Friedrich Schiller
- 2015 – Werle in Die Wildente von Henrik Ibsen

## Filmografie (Auswahl)

### Kino
- 1965: Berlin um die Ecke
- 1968: Ich war neunzehn
- 1969: Wie heiratet man einen König?
- 1970: He, Du!
- 1970: Unterwegs zu Lenin
- 1973: Der kleine Kommandeur
- 1974: Leben mit Uwe
- 1974: Der nackte Mann auf dem Sportplatz
- 1975: Lotte in Weimar
- 1976: Die Leiden des jungen Werthers
- 1977: Termin Spirale Eins (Dokumentarfilm, Sprecher)
- 1978: Brandstellen
- 1978: Ich will euch sehen
- 1978: Das Versteck
- 1980: Glück im Hinterhaus
- 1980: Levins Mühle
- 1980: Puppen für die Nacht
- 1983: Moritz in der Litfaßsäule
- 1984: Paulines zweites Leben
- 1986: Drost
- 1987: Stielke, Heinz, fünfzehn…
- 1989: Zwei schräge Vögel
- 1992: Wunderjahre
- 1993: Kaspar Hauser
- 1995: Das Versprechen
- 1995: Wer Kollegen hat, braucht keine Feinde
- 2004: Blindgänger
- 2004: Der Untergang
- 2009: 13 Semester
- 2009: Ein Hausboot zum Verlieben
- 2011: Vergiss dein Ende

### Fernsehen

#### Fernsehfilme
- 1966: Columbus 64 (Vierteiler)
- 1967: Geschichten jener Nacht – Die Prüfung (Vierteiler)
- 1967: Die Räuber
- 1969: Krupp und Krause – Die Zeit der Fundamente (Fünfteiler)
- 1970: Nathan der Weise
- 1970: Der Streit um den Sergeanten Grischa
- 1971: Rottenknechte
- 1973: Die sieben Affären der Doña Juanita (Vierteiler)
- 1974: Die eigene Haut
- 1975: Die unheilige Sophia
- 1976: Auf der Suche nach Gatt
- 1977: Dantons Tod (Studioaufzeichnung)
- 1979: Die Rache des Kapitäns Mitchell
- 1980: Ja, so ein Mann bin ich!
- 1981: Chirurgus Johann Paul Schroth
- 1981: Furcht und Elend des Dritten Reiches
- 1981: Markersbach – Energie des Wassers und des Menschen (Dokumentarfilm, Sprecher)
- 1982: Emil, der Versager
- 1982: Melanie van der Straaten
- 1985: Torquato Tasso (Theateraufzeichnung)
- 1986: Weihnachtsgeschichten
- 1987: Bebel und Bismarck (Mehrteiler)
- 1987: Die erste Reihe
- 1990: Pause für Wanzka
- 1990: Der kleine Herr Friedemann
- 1992: Karl May (Sechsteiler)
- 1995: Der Mörder und die Hure
- 1997: Freier Fall
- 1997: Todesspiel
- 1997: Es geschah am hellichten Tag
- 1998: Nur ein toter Mann ist ein guter Mann
- 1999: Verratene Freundschaft – Ein Mann wird zur Gefahr
- 2003: Die Stunde der Offiziere
- 2004: Dornröschens leiser Tod
- 2004: Judith Kemp
- 2006: Vaterherz
- 2007: Mitte 30
- 2009: Ein Hausboot zum Verlieben
- 2009: Wohin mit Vater?
- 2012: Familie Windscheidt – Der ganz normale Wahnsinn
- 2014: Die letzten Millionen

#### Fernsehserien und -reihen
- 1978: Polizeiruf 110: Schuldig
- 1981: Polizeiruf 110: Alptraum
- 1983: Polizeiruf 110: Auskünfte in Blindenschrift
- 1993: Ein Mann am Zug (15 Folgen)
- 1995: A.S. – Gefahr ist sein Geschäft (Folge Der kleine Bruder)
- 1997: Wilde Zeiten (6 Folgen)
- 1997–2007: Der letzte Zeuge (36 Folgen)
- 1998: Tatort: Ein Hauch von Hollywood
- 2002: Rosa Roth – Die Abrechnung
- 2003: Bella Block: Kurschatten
- 2009: Tatort: Falsches Leben
- 2010: Der Kommissar und das Meer – Ein Leben ohne Lüge
- 2011: Tatort: Edel sei der Mensch und gesund
- 2013: Die Chefin (Folge Versprechen)

## Hörspiele und Features
- 1968: Michail Schatrow: Bolschewiki – Regie: Wolf-Dieter Panse (Hörspiel – Rundfunk der DDR)
- 1968: Gerhard Rentzsch: Am Brunnen vor dem Tore – Regie: Hans Knötzsch (Hörspiel – Rundfunk der DDR)
- 1969: Claude Prin: Potemkin 68 (Junger Arbeiter) – Regie: Edgar Kaufmann (Hörspiel – Rundfunk der DDR)
- 1969: Wolfgang Kohlhaase: Fragen an ein Photo – Regie: Helmut Hellstorff (Rundfunk der DDR)
- 1969: Friedrich Schiller: Die Verschwörung des Fiesco zu Genua (Bourgognino) – Regie: Peter Groeger (Hörspiel – Rundfunk der DDR)
- 1969: Lew Mitrofanow: Das Meer liebt die Kühnen (Adamow) – Regie: Alexej Schipow (Rundfunk der DDR)
- 1969: Kikuta Kazuo: Die Taube Dankuro (Hyottoko) – Regie: Horst Liepach (Hörspiel – Rundfunk der DDR)
- 1969: Fritz Selbmann: Ein weiter Weg (Robert Hesse) – Regie: Fritz-Ernst Fechner (Biographie (8 Teile) – Rundfunk der DDR)
- 1970: Boris Jewsejew: Und auch der Dritte ist nicht überflüssig (Victor) – Regie: Peter Groeger (Komödie – Rundfunk der DDR)
- 1970: Jerzy Janicki: Die Ballade vom Fischer Antonin Karpfen (Soldat) – Regie: Wojciech Maciejewski (Hörspiel – Rundfunk der DDR)
- 1970: Sophokles: Die Antigone des Sophokles (Chor der Alten) – Regie: Martin Flörchinger (Hörspiel – Rundfunk der DDR)
- 1971: Bruno Gluchowski: Stahl von der Ruhr (Martin Roth) – Regie: Helmut Hellstorff (Hörspiel nach „Blutiger Stahl“ (3 Teile) – Rundfunk der DDR)
- 1971: Maximilian Scheer: Der Weg nach San Rafael – Regie: Wolfgang Schonendorf (Rundfunk der DDR)
- 1973: Rainer Koch: Poulo Condor oder der Sinn des Lebens – Regie: Wolfgang Schonendorf (Feature – Rundfunk der DDR)
- 1973: Friedrich Wolf: Der arme Konrad (Konz) – Regie: Hans-Peter Minetti (Hörspiel – Rundfunk der DDR)
- 1974: Joachim Walther: Randbewohner – Regie: Werner Grunow (Hörspiel – Rundfunk der DDR)
- 1975: Linda Teßmer: Der Fall Tina Bergemann (Dieter Kleine) – Regie: Hannelore Solter (Hörspiel – Rundfunk der DDR)
- 1976: Günter Kunert: Ein anderer K. – Regie: Horst Liepach (Hörspiel – Rundfunk der DDR)
- 1976: Hans Bräunlich nach Raymond Chandler: Gefahr ist mein Geschäft – Regie: Werner Grunow (Kriminalhörspiel – Rundfunk der DDR)
- 1976: Wassili Schuschin: Energische Leute (Erzähler und Milizionär) – Regie: Wolfgang Schonendorf (Hörspiel – Rundfunk der DDR)
- 1977: Juri Trifonow: Der Tausch (Dmitrijew) – Regie: Joachim Staritz (Hörspiel – Rundfunk der DDR)
- 1978: Isaak Babel: Marija (Milizinspektor) – Regie: Joachim Staritz (Hörspiel – Rundfunk der DDR)
- 1978: Ödön von Horváth: Kasimir und Karoline (Schürzinger) – Regie: Werner Grunow (Hörspiel – Rundfunk der DDR)
- 1980: Georg Büchner: Dantons Tod (Robespierre) – Regie: Joachim Staritz (Hörspiel – Rundfunk der DDR)
- 1981: Samuil Marschak: Das Tierhäuschen (Erzähler) – Regie: Maritta Hübner (Kinderhörspiel – Rundfunk der DDR)
- 1981: Arne Leonhardt: Jazz am Grab (Stimpel) – Regie: Werner Grunow (Hörspielpreis der Kritiker für Autor und Regie 1982 – Rundfunk der DDR)
- 1982: Anton Tschechow: Herzchen – Regie: Barbara Plensat (Hörspiel – Rundfunk der DDR)
- 1983: Peter Swet: Das Interview (James T. Shannon) – Regie: Helmut Hellstorff (Hörspiel – Rundfunk der DDR)
- 1984: Walter Stranka: Khalid und die Königin von Saba (Ariel Allon) – Regie: Manfred Täubert (Kinderhörspiel – Rundfunk der DDR)
- 1989: Karl May: Hadschi Halef Omar (Kara Ben Nemsi) – Regie: Jürgen Schmidt (Litera)
- 1991: Gerhard Zwerenz: Des Meisters Schüler – Regie: Hans Gerd Krogmann (Hörspiel – Sachsen Radio)
- 1991: Edgar Hilsenrath: Das Märchen vom letzten Gedanken (Wartan Kathisian) – Regie: Peter Groeger (Hörspiel – SFB/HR)
- 1993: Eugen Ruge: Restwärme – Regie: Barbara Plensat (Hörspiel – ORB)
- 1996: Klaus Pohl: Wartesaal Deutschland Stimmen Reich (auch Prof. F.) – Regie: Dieter Mann/Norbert Schaeffer (Hörspiel – SWF)
- 1996: Wolfgang Pönisch: Der Nächste bitte – Regie: Karlheinz Liefers (Hörspiel – Rundfunk Berlin-Brandenburg)
- 1996: Christoph Martin nach Homer: Die Odyssee des Homer – Regie: Christoph Martin (Hörspiel in 22 Teilen, über 14 Stunden – HR/BR/Eichborn Verlag)
- 1997: Ilona Jeismann/Peter Avar: Die graue staubige Straße (Dmitri Schostakowitsch) – Regie: Ilona Jeismann (Biographie – SFB)
- 1997: Norbert Jaques : Dr. Mabuse, der Spieler – Regie : Annette Kurth (Hörspiel – WDR)
- 1998: Volker Braun: Der Staub von Brandenburg – Regie: Joachim Staritz (Hörspiel – DLF/SFB)
- 1997: Gerhard Herm: Tod im Irrfeld oder Die tätowierte Frau (Herr Thomasius) – Regie: Burkhard Ax (Hörspiel – WDR)
- 1998: Michail Bulgakow: Der Meister und Margarita – Regie: Petra Meyenburg (Hörspiel (30 Teile) – MDR)
- 2002: Dirk Schmidt: Ins Herz der Nacht – Regie: Thomas Leutzbach (Science-Fiction-Kriminalhörspiel – WDR)
- 2002: Andreas Knaup:  Genopoly – Regie: Robert Matejka (Hörspiel – DLR)
- 2002: Evelyn Dörr: Sag mir, dass du mich liebst – Zeugnisse einer Leidenschaft. Marlene Dietrich und Erich Maria Remarque.  – Regie: Anna Hartwig (Live-Hörspiel – NDR)
- 2003/2004: Pat Barker: Niemandsland – Regie: Leonhard Koppelmann (Hörspiel (3 Teile) – NDR)
- 2004: Gerhard Herm: Ritt auf dem Tiger (Herr Hartmann) – Regie: Robert Matejka – Regie: Burkhard Ax (Hörspiel – WDR)
- 2006: Günter Kotte: Na sdorowje (Die Russen und ihr Wodka) – Regie: Nikolai von Koslowski (Feature – MDR)
- 2008: Günter Kotte: Mister Elshamy – Einmal Khartoum und zurück – Regie: Günter Kotte (Feature – MDR)
- 2013: Gesine Schmidt: EXPATS – Regie: Gesine Schmidt/Heike Tauch (Hörspiel – DLF)
- 2014: Evelyn Dörr: Die Liebenden vom Arc de Triomphe. Marlene Dietrich und Erich Maria Remarque.  – Regie: Evelyn Dörr (Live-Hörspiel – NDR/Deutsches Theater Berlin)
- 2015: Evelyn Dörr: Salome – Hohelied einer Dichtung. Eine akustische Choreographie (5.1) – Regie: Evelyn Dörr (Hörspiel – RBB/DLF)
- 2016: mit Barbara Nüsse: Das Prinzip Apfelbaum. 11 Persönlichkeiten zur Frage „Was bleibt?“ Hörbuch. Vergangenheitsverlag, Berlin, ISBN 978-3-86408-206-1.
- 2017: Evelyn Dörr: Der Sturm – Theater als Reise zum Menschen. Eine akustische Performance.  (Prospero) – Regie: Evelyn Dörr (Hörspiel – RBB)

## Tonträger (Auswahl)
- als Sprecher: Es war eine Mutter, die hatte 4 Kinder: Kinderlieder und -gedichte, LITERA 565111, Deutsche Schallplatten, Berlin 1975, DNB 353405469.
- Russisches Volksmärchen: Hühnchen und Hähnchen / Sergei W. Michalkow: Der Hase als Betrüger (Erzähler), 1978, LITERA – 5 65 121
- Martin Luther: Biblia Deutsch (Sprecher), 1983, LITERA – 8 65 334-335
- Brüder Grimm: Der Teufel Mit Den Drei Goldenen Haaren (Erzähler), 1984, LITERA – 8 65 361
- Eugen Eschner, Gerhard Rosenfeld: Till Eulenspiegels mehrsteils wohlige Nacht / In der Herberg zu Kneiteln (Till Eulenspiegel), 1985, LITERA – 8 65 373/374
- Karl May: Hadschi Halef Omar (Kara Ben Nemsi), 1989, LITERA – 8 65 444
- Dieter Mann liest: Die Weihnachtsgans Auguste u. a. von Friedrich Wolf, Der Audio Verlag 2003, ISBN 978-3-89813-275-6
- Johann Wolfgang von Goethe: Faust. Mephistopheles (Erzähler), Eulenspiegel Verlag 2005, ISBN 3-359-01077-9
- Dieter Mann liest: Mephisto von Klaus Mann, Eulenspiegel Verlag 2007, ISBN 978-3-359-01097-5
- Dieter Mann liest: „Wenn tot, werde ich mich melden.“ Letzte Briefe von Kurt Tucholsky, Eulenspiegel Verlag 2007, ISBN 978-3-359-01098-2
- Hans Fallada: Geschichten aus der Murkelei, Gekürzte Fassung mit Dieter Mann, Der Audio Verlag 2008, 2 CDs, ISBN 978-3-89813-753-9
- Dieter Mann liest: 24 Stunden aus dem Leben einer Frau von Stefan Zweig, Eulenspiegel Verlag 2010, ISBN 978-3-359-01129-3
- Duell in Sanssouci mit Dieter Mann als Voltaire und Gunter Schoß als Friedrich II., Eulenspiegel Verlag 2012, ISBN 978-3-359-01138-5
- Dieter Mann liest: Krankenstation Nummer 6, Eulenspiegel Verlag 2007, ISBN 978-3-359-01104-0
- Jean Baptiste Molière: Der Bürger als Edelmann mit Eberhard Esche und Dieter Mann, Eulenspiegel Verlag 2009, ISBN 978-3-359-01105-7
- Peter Hacks – Heinar Kipphardt: Ein Briefwechsel. Gelesen von Eberhard Esche und Dieter Mann, Eulenspiegel Verlag 2010, ISBN 978-3-359-01132-3
- Hans Fallada: Bauern, Bonzen und Bomben. Mit: Otto Sander, Jörg Schüttauf, Dieter Mann (Bürgermeister Gareis) u. a., MDR 1997 OSTERWOLDaudio, Hamburg 2012, ISBN 978-3-86952-123-7 (Hörspiel, 5 CDs, 345 Min.)
- Dieter Mann liest: Stationschef Fallmerayer von Joseph Roth, Eulenspiegel Verlag 2012, ISBN 978-3-359-01136-1
- Hans Fallada: Der eiserne Gustav, Gelesen von Dieter Mann, 1 CD, 79 Minuten (gekürzte Fassung), Steinbach sprechende Bücher, Schwäbisch Hall 2015, ISBN 978-3-86974-199-4.
- Jurek Becker: Amanda Herzlos, Lesung mit Ulrich Noethen, Dieter Mann und Thomas Sarbacher, NDR Kultur/Der Audio Verlag 2015, MP3-CD ca. 445 Min., ISBN 978-3-86231-551-2.
- Stefan Zweig: Casanova – Mesmer – Amerigo, Gekürzte Fassung mit Dieter Mann, Wolfram Berger, Peter Matić, MDR Figaro / Der Audio Verlag 2015, ISBN 978-3-86231-633-5 (MP3-CD ca. 580 Minuten).

## Auszeichnungen
- 1975: Kunstpreis der DDR
- 1981: Fernsehliebling[8] der FF dabei[9]
- 1984: Nationalpreis der DDR, II. Klasse für Kunst und Literatur
- 2004: Ehrenmitglied des Deutschen Theaters Berlin
- 2020: Ehrenpreis des Deutschen Schauspielpreises 2020 für sein Lebenswerk